# Tabaquera anatómica

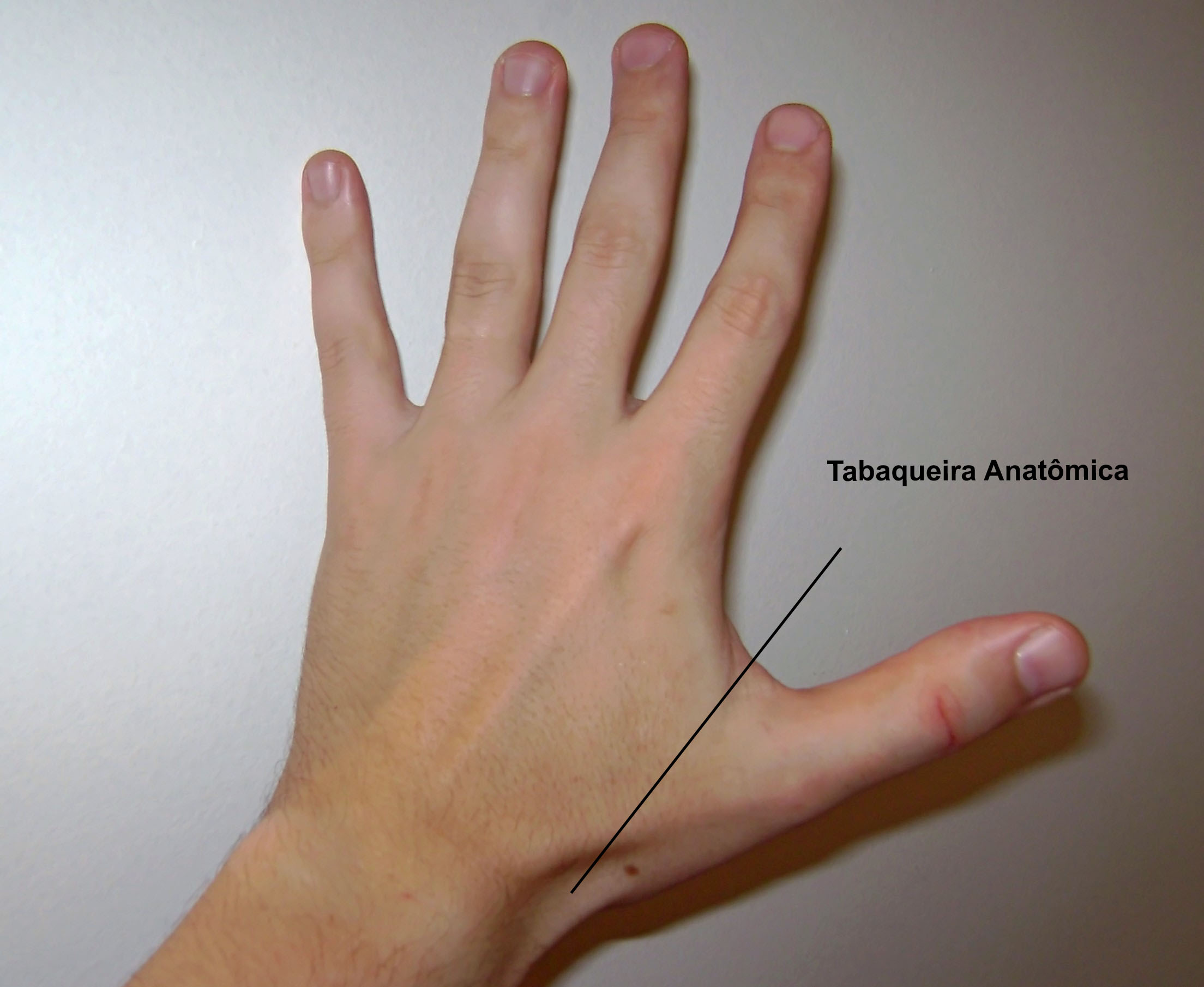
Vista de una tabaquera anatómica.

La tabaquera anatómica (en latín: foveola radialis) es una depresión triangular en la región radial dorsal de la mano al nivel de los huesos del carpo, específicamente el escafoides y el trapecio. El nombre proviene del uso de su superficie para poner tabaco o rapé para luego esnifarlos.

## Límites

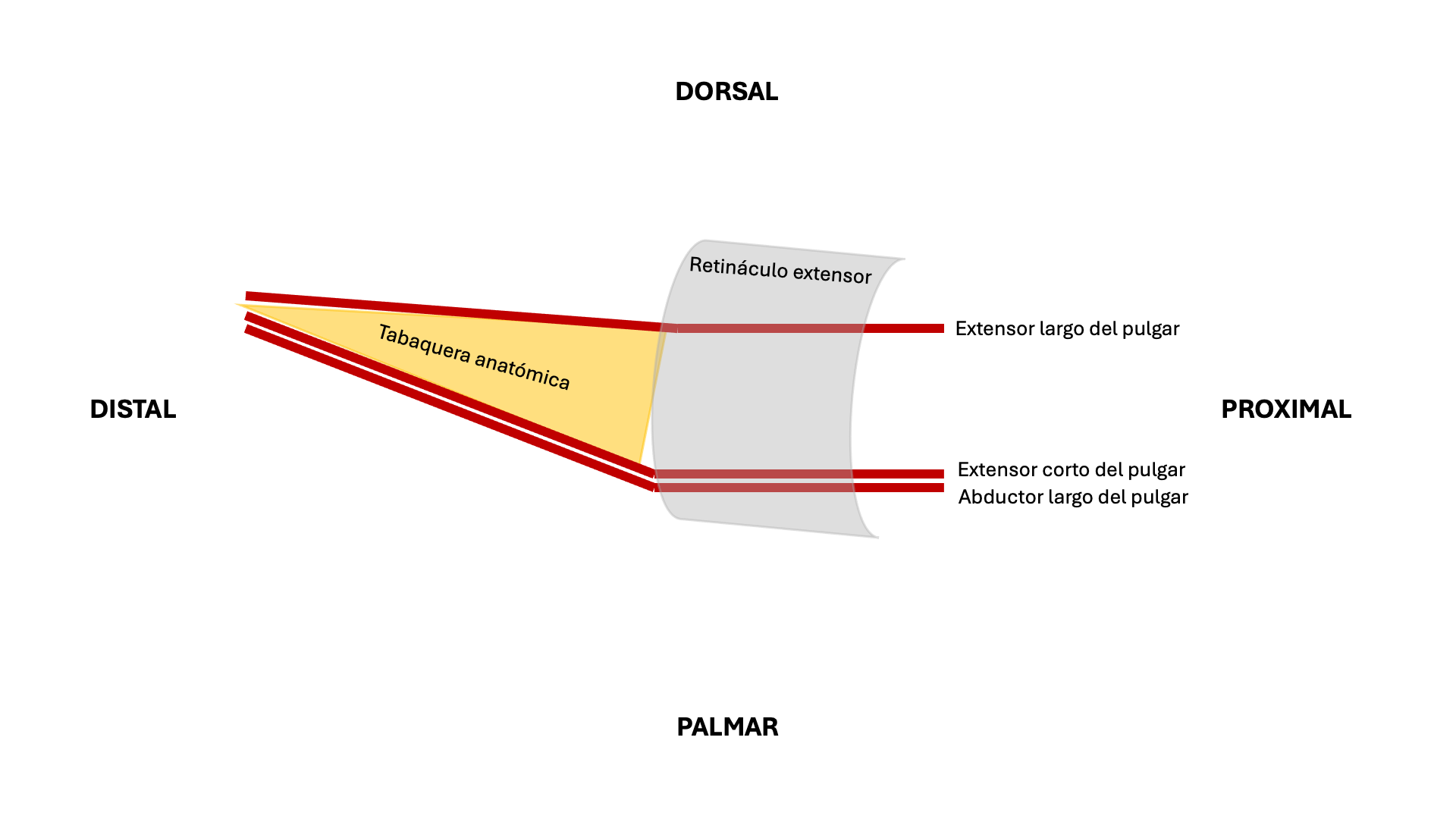
Dibujo esquemático de la tabaquera anatómica

La tabaquera anatómica está delimitada por estructuras tendinosas:
- En el borde radial (el más cercano al borde de la mano) se encuentran los tendones de los músculos extensor corto del pulgar y abductor largo del pulgar.
- En el borde cubital se encuentra el tendón del músculo extensor largo del pulgar.

En consecuencia, la tabaquera es más visible, con una concavidad más pronunciada, durante la extensión del pulgar.En el suelo de la corredera se pueden palpar la apófisis estiloides del radio, los huesos escafoides y trapecio y la base del primer metacarpiano.

## Anatomía neurovascular
Profundamente a los tendones que forman los bordes de la tabaquera anatómica se encuentra la arteria radial, que atraviesa la tabaquera anatómica. A través de la tabaquera, la arteria radial discurre desde el canal radial del pulso (entre los tendones de los músculos braquiorradial y flexor radial del carpo), hasta el espacio entre el primer y segundo metacarpiano para irrigar la mano. La vena cefálica nace en la tabaquera anatómica, mientras que las ramas cutáneas dorsales del nervio radial pueden ser palpadas en el cubital posterior.

## Patología
El radio y el escafoides se articulan en la tabaquera para formar la base de la articulación de la muñeca. En caso de caída con la mano extendida, esta es la zona donde se concentrará el peso. Esto provoca que estos sean los dos huesos que más se rompen en las fracturas. En el caso de ablandamiento localizado en la tabaquera anatómica, el conocimiento de la anatomía de la muñeca lleva a la conclusión de que la fractura puede ser del escafoides. Esto se debe a la singular morfología y pequeño tamaño del escafoides, cuya función es facilitar la movilidad más que conferir estabilidad a la articulación de la muñeca. En el caso de un exceso de fuerza en la muñeca, el escafoides es probablemente el eslabón más débil de la muñeca. La fractura de escafoides es uno de los problemas médico-legales más frecuentes.